# Zgornji Brnik
Zgornji Brnik este o localitate din comuna Cerklje na Gorenjskem, Slovenia, cu o populație de 661 de locuitori.